# Yowah
Yowah est une localité rurale située dans le Queensland, en Australie, au sein du comté de Paroo.
Elle est connue pour ses gisements d'opale uniques, notamment les fameuses « Yowah nuts (en) », des nodules ferrugineux contenant des opales précieuses.

## Géographie
Yowah se trouve dans le sud-ouest du Queensland, à environ 1 000 km à l'ouest de Brisbane. La région est semi-aride, avec des températures élevées en été et des hivers doux.

## Histoire
La ville de Yowah s'est établie après la découverte d'opales dans la région et dont la production de pierres précieuses a commencé dans les années 1870-1880. L'exploitation minière artisanale s'est développée au fil du XXe siècle, attirant prospecteurs et passionnés de gemmes.

## Économie

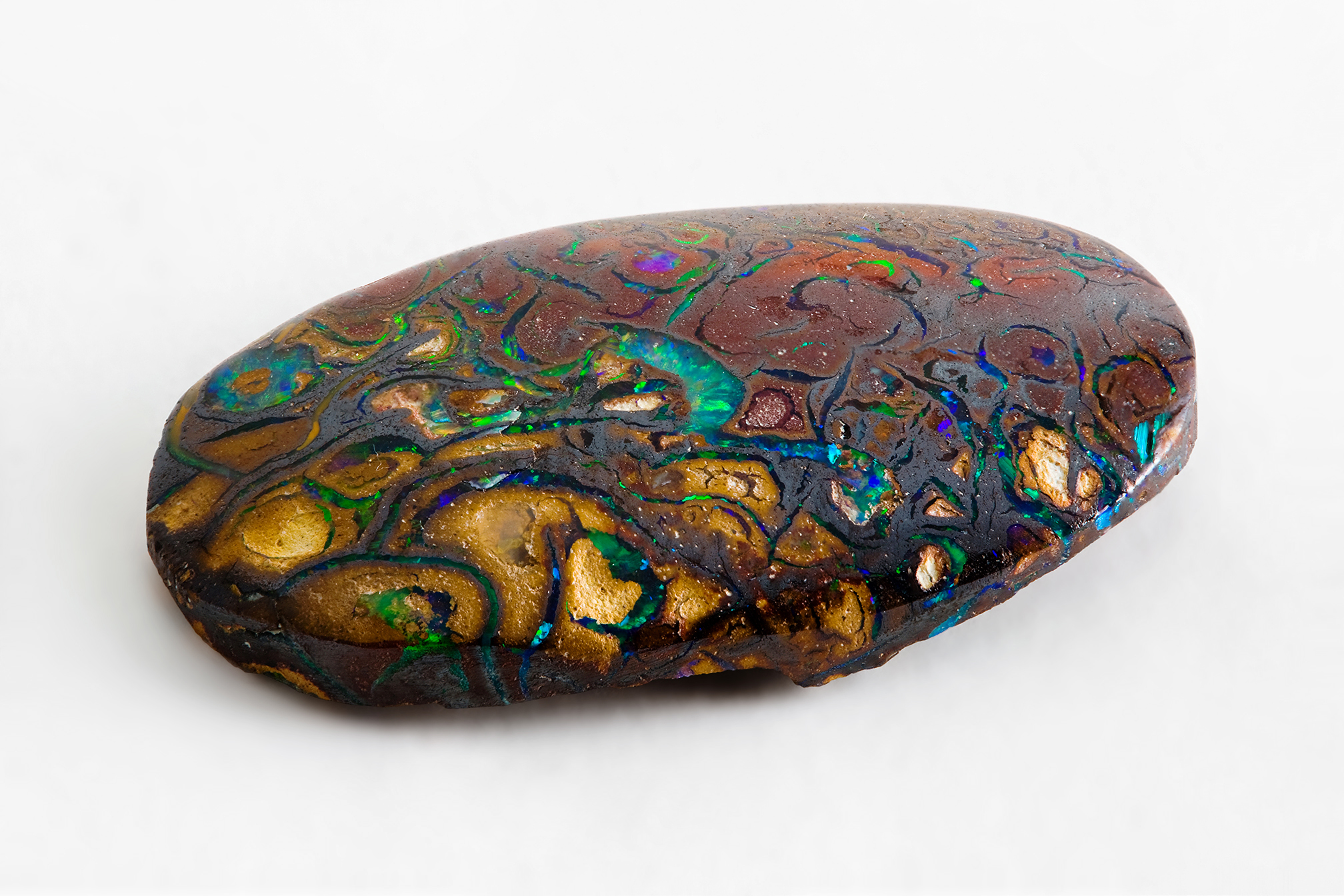
Opale polie de Yowah.

L'économie locale repose principalement sur l'extraction et la vente d'opales. La formation géologique contenant des opales dans le sud-ouest du Queensland s'appelle la formation de Winton.
Yowah attire également des touristes grâce à ses mines ouvertes au public, ses galeries de pierres précieuses et son festival annuel de l'opale.

## Culture et tourisme
Yowah est célèbre pour ses « Yowah nuts (en) », des formations géologiques contenant des opales spectaculaires. Le village propose des hébergements pour les visiteurs, un terrain de camping, une galerie communautaire et des ateliers de taille de pierres.

## Démographie
Selon le recensement de 2021, Yowah compte 142 habitants.

## Transports
Yowah est accessible par route via la Bulloo Developmental Road. L'aéroport le plus proche se trouve à Cunnamulla, à environ 160 km.